# Жабар (Болдур)
Жабар (рум. Jabăr) је насеље у општини Болдур, жупанија Тимиш у Румунији.

## Прошлост
По "Румунској енциклопедији" место се помиње 1597. године. Тада је насеље Сигисмунд Батори поклонио (заједно са другим селима) племићкој породици Бесан.
Од 1717. године носи српски назив Жабар, а у њему је пописано 33 куће. Био је Жабар 1764. године парохија у Сурдијашком протопрезвирату, Темишварске епархије.
Аустријски царски ревизор Ерлер је 1774. године констатовао да место "Сцхабар" припада Лугожком округу и дистрикту. Становништво је било претежно влашко. Када је 1797. године пописан православни клир у Жабару је био парох поп Михаил Дума, Румун.
У 19. веку у месту је спахилук српске племићке породице Миленковић "от Жабар". Панчевачки трговац Стојан Миленковић купио је село - спахилук Жабар, 1819. године за 90.000 ф. Било је то по смиривању Другог српског устанка, под вођством Милоша Обреновића, са којим је Стојан био у контакту. У породици се чувала обимна преписка Стојана и српских вођа устаника, Карађорђа и Милоша. Солару коју је држао у Перлезу, уступио је 1820. свом младом помоћнику Максиму Евгеновићу. Племићи жабарски Стојан и супруга Олимпијада (рођ. Живановић) набавили су 1827. године Вуков алманах "Даница". Доситејеву аутобиографију купио је 1845. године Стојан Миленковић "притјажатељ" (власник) Жабара. Племић Емануел (Манојло) Миленковић се често јавља као претплатник српских књига (1829, 1832...), његова деца су Никола и Константин. Његови су синови 1829. године Константин и Никола на списку читалаца.  Умро је фебруара 1856. године Данил Миленковић (стар 54 године) "од Жабара". Оставио је за собом два сина и кћерку. У вести о његовој смрти стоји: "био је честит човек и врло добар Србин". По "Румунској енциклопедији", Миленковићи су 1848. године продали тај спахилук.
Немачки песник Стеван Милов ("понемчио се") потиче од банатских племића Миленковића. Његов прадеда са своја четири сина је дошао из Ужица у Банат пре аустријско-турског рата (1787-1891). Један од те четворице потомака је имао сина Живка, који је песников деда. Живко је као аустријски официр 1791. године био капетан у Ковину, а погинуо је у Италији на фронту. Његов син Стеван Миленковић рођен је у Ковину око 1786. године, био је "обрштар" (пуковник) аустријски. Други од поменуте четворице је имао сина, поменутог Стојана, који се бавио успешно трговином у Перлезу и Великом Бечкереку. Помагао је много Карађорђеве и Милошеве устанике, чинећи им разне услуге током српских устанака. 
Године 1846. место "Зсабар" је било село са 912 становника. Ту се налази православна црква посвећена Св. Апостолима Петру и Павлу (помиње се као брвнара 1775). Свештеници су парох поп Атанасије Дума, којем помаже капелан Дионизије Попескул. У народној основној школи ради учитељ Никола Липован који учи 30 ђака. Стари храм је као дотрајао срушен 1894. године. Нова црква је подигнута неколико година раније, 1888-1889. и то на сто метара удаљености.
Један од знаменитих мештана био је Стефан Петровић (1859-1922), адвокат у Лугошу и румунски политичар - народни посланик у угарском Сабору 1905. године. Био је члан "Румунске националне странке" а истакао се одбраном новинара Аурела Поповића, који се супротстављао мађаризацији, коју је спроводила држава.